# Молекулярный переключатель

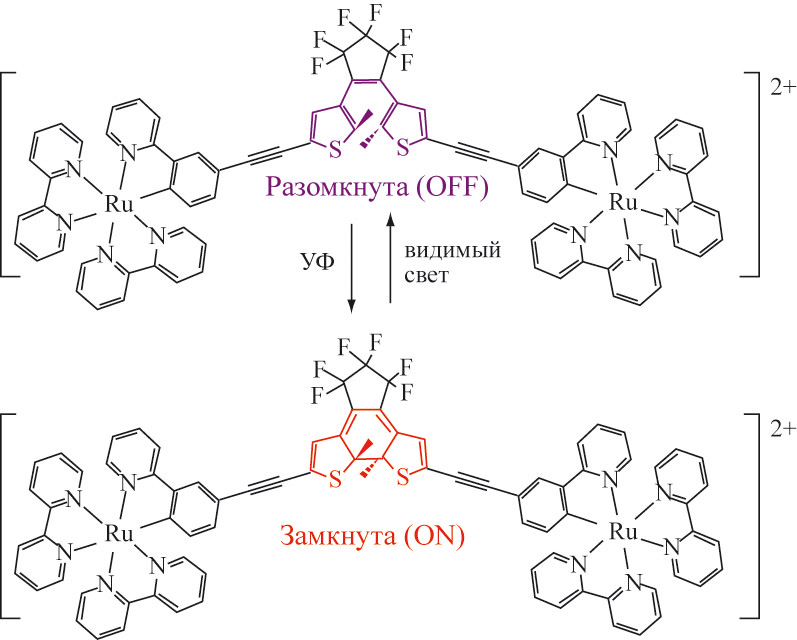
Обратимое раскрытие-замыкание цикла в фотохромном молекулярном переключателе.

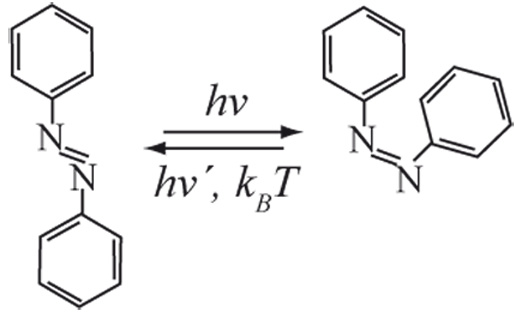
Цис-транс-изомеризация азобензола при нагревании и под действием света.

Молекулярный переключатель (англ. molecular switch) — молекула, которая может существовать в двух или более устойчивых формах, между которыми возможны обратимые переходы при внешнем воздействии — нагревании, освещении, изменении кислотности среды, действии химических веществ, магнитном или электрическом воздействии.

## Описание
Переход молекулы-переключателя из одной формы в другую сопровождается резким изменением свойств — геометрических, электронных, оптических, электрических и других. Простейший пример молекулярного переключателя — кислотно-основный индикатор, который обратимо меняет окраску при изменении кислотности среды. В фотохромных переключателях происходит обратимая фотохимическая реакция, например цис-транс-изомеризация или раскрытие-замыкание цикла. Многие из этих реакций возможны и при нагревании: например, молекулы, содержащие в качестве фрагмента азобензол, способны резко менять геометрическую форму при нагревании. Любое изменение свойств молекулы-переключателя при внешнем воздействии выражается в появлении сигнала определенной природы — оптической, электрической, биологической и др. Благодаря этому молекулярные переключатели могут служить компонентами наноэлектронных устройств.